# Iglesia de la Encarnación (Colomera)
La iglesia de la Encarnación es un templo católico situado en el municipio español de Colomera, en la provincia de Granada, comunidad autónoma de Andalucía. El edificio se erigió a principios del siglo XVI sobre el solar de la antigua mezquita que allí existió anteriormente. 

## Historia
En el año 1486 la fortaleza y la villa de Colomera son tomadas por los Reyes Católicos, quienes la entregan en señorío a don Fernán Álvarez de Toledo, el cual pronto manda levantar la iglesia y reconstruir el castillo, donde albergó una fuerte guarnición cristiana hasta la toma final de Granada. Su construcción de la iglesia se inicia hacia el año 1530 y consagración cristiana se realiza en 1560 por el arzobispo de Granada, acudiendo para tan importante acto los también obispos de Guadix, Baza y Baeza.

## Características
En esta iglesia, construida a instancias del arzobispo Fernando Niño de Guevara cuyo escudo se representa en la portada lateral del templo, trabajan arquitectos importantes de la talla de Juan de Marquina y Diego de Siloé, por lo que en el edificio se conjugan elementos de estilos distintos y de transición entre el inicial gótico-mudéjar y el posterior renacentista, especialmente a través de las intervenciones de Siloé. En esencia se trata de un sencillo templo formado por tres naves y cubierto por una espléndida armadura de tradición mudéjar, pintada en el año 1544 por Miguel de Quintana. 
En su interior existen algunos elementos de gran valor, como son su Pila Bautismal o una pintura de la Virgen de Belén de Pedro Atanasio Bocanegra. Asimismo, es también muy interesante la armadura ochavada con que se cubre el cuerpo de campanas de su esbelta torre de piedra y base cuadrada, y que exteriormente queda rematada, al igual que el resto de la iglesia por los clásicos faldones de teja.
Exteriormente destaca su torre de planta cuadrada y cuatro cuerpos de altura, con un cuerpo de campanas diferenciado del resto con arcos pareados en cada frente flanqueados por pilastras. Las portadas son de estructura clásica, muy sencilla la de los pies y más elaborada en su composición la lateral, que presenta un arco semicircular enmarcado entre columnas corintias de fuste estriado, entablamento con friso decorado, y frontón recto. Aquí se muestra una notable decoración plateresca que incluye tondos con cabezas de santos en las enjutas, el escudo del arzobispo Fernando Niño de Guevara en el tímpano, y nuevo tondo superior sostenido por ángeles sobre el frontón.

## Catalogación
Por sus indudables valores arquitectónicos y artísticos, la iglesia está catalogada como Bien de Interés Cultural con categoría de Monumento y así aparece publicado en BOE del año 1980. 